# 世界大戲院
世界大戲院，又名延安劇場，是江蘇省南京市的電影院，位於南京市鼓樓區新街口，和大華大戲院、新都大戲院、首都大戲院並列為民國南京四大戲院。
世界大戲院開幕於1929年10月21日，是民國南京四大戲院中最早開幕的戲院。中華人民共和國成立之後，該影院更名為延安劇場，後來在2001年恢復原名。 2006年，世界大戲院被拆除。